# Chirita tenuipes
Chirita tenuipes är en tvåhjärtbladig växtart som beskrevs av Olive Mary Hilliard. Chirita tenuipes ingår i släktet Chirita och familjen Gesneriaceae. Inga underarter finns listade i Catalogue of Life.